# 汉代长沙王陵墓群
汉代长沙王陵墓群南起自长沙市岳麓区天马山，北至长沙市望城区风盘岭，沿湘江西岸的丘陵地带狭长分布，面积达30平方公里。截至2023年6月，该墓群内发现了长沙王以及王室成员墓葬25座。
2013年王陵墓群被公布为第七批全国重点文物保护单位。保护范围主要分为戴公庙、谷山、王陵公园、渔阳墓和天马山片区。

## 墓葬群
- 西汉长沙王后渔阳墓
- 象鼻嘴一号汉墓
- 狮子山汉墓
- 陡壁山汉墓，又名长沙咸家湖西汉曹𡢀墓[4]
- 扇子山汉墓
- 风篷岭汉墓
- 桃花岭汉墓，2008年被盗，从盗墓者手中追缴一枚“长沙王印”金印、双面云纹青玉璧等文物[5]。其中被追回的“长沙王印”金印被国家文物鉴定委员会鉴定为赝品，被公安部门鉴定为非现代黄金，痕迹鉴定应出土于古墓葬[6]。
- 风盘岭汉墓，据考古发掘，墓主可能为西汉早中期长沙国某位国王或王后[7]
- 时代倾城一号汉墓[8]
- 庙坡山汉墓[2]
- 马坡山汉墓[2]
- 蜈蚣蒂汉墓[2]
- 狮子拱分布的三座汉墓，发现有“长沙王玺”金印[2]

## 图集

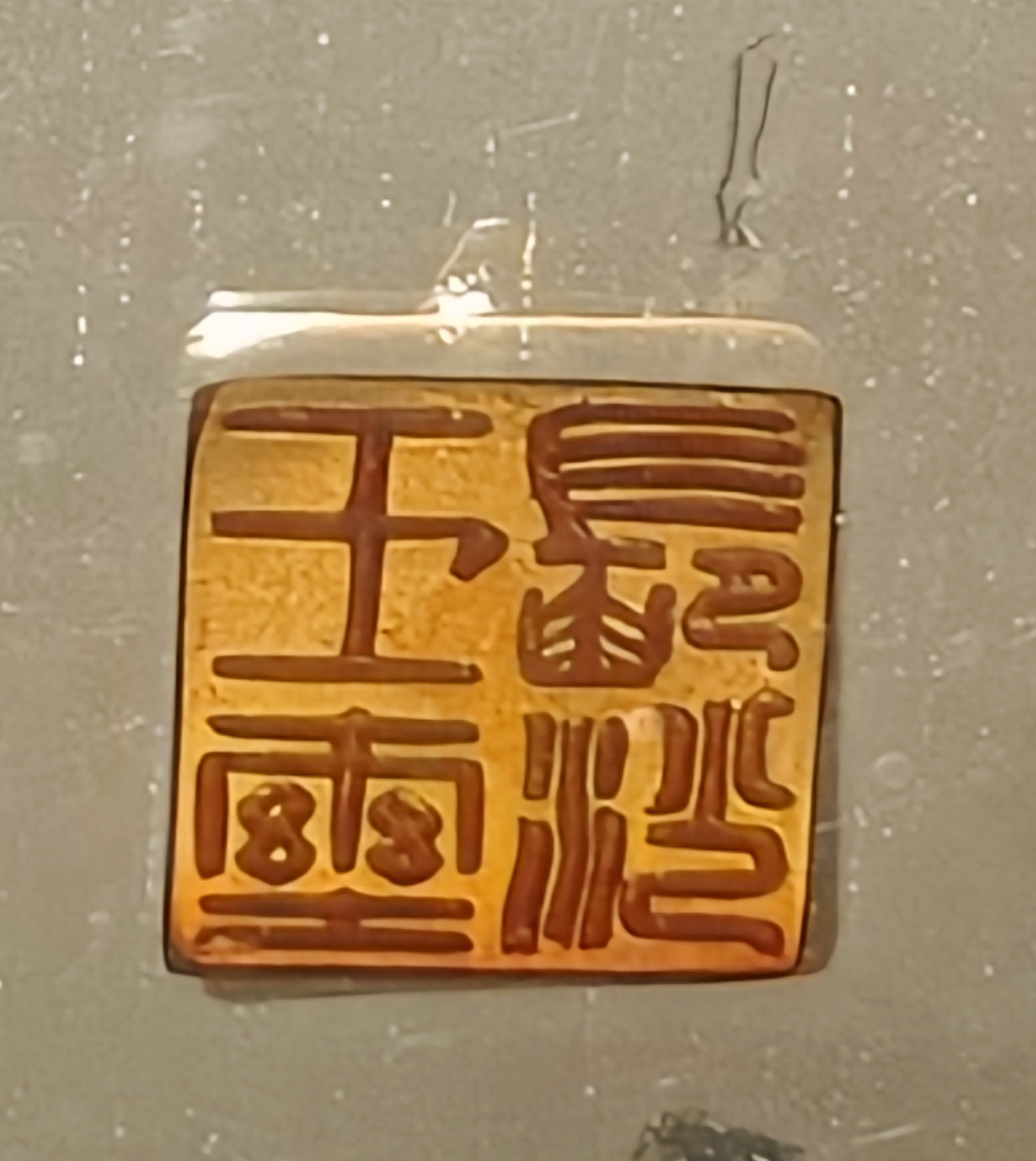
“长沙王玺”金印
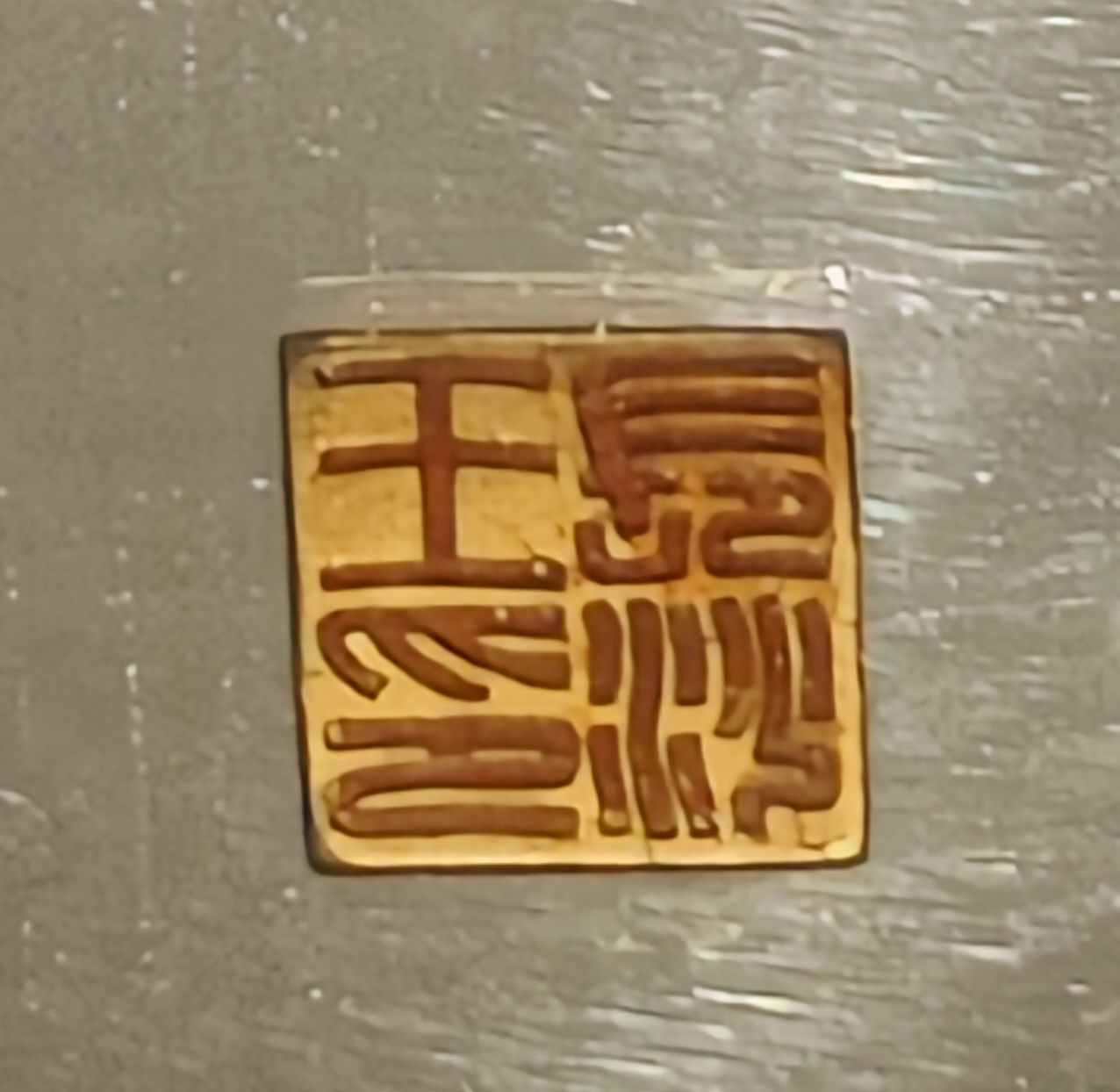
“长沙王印”金印(真伪有争议)
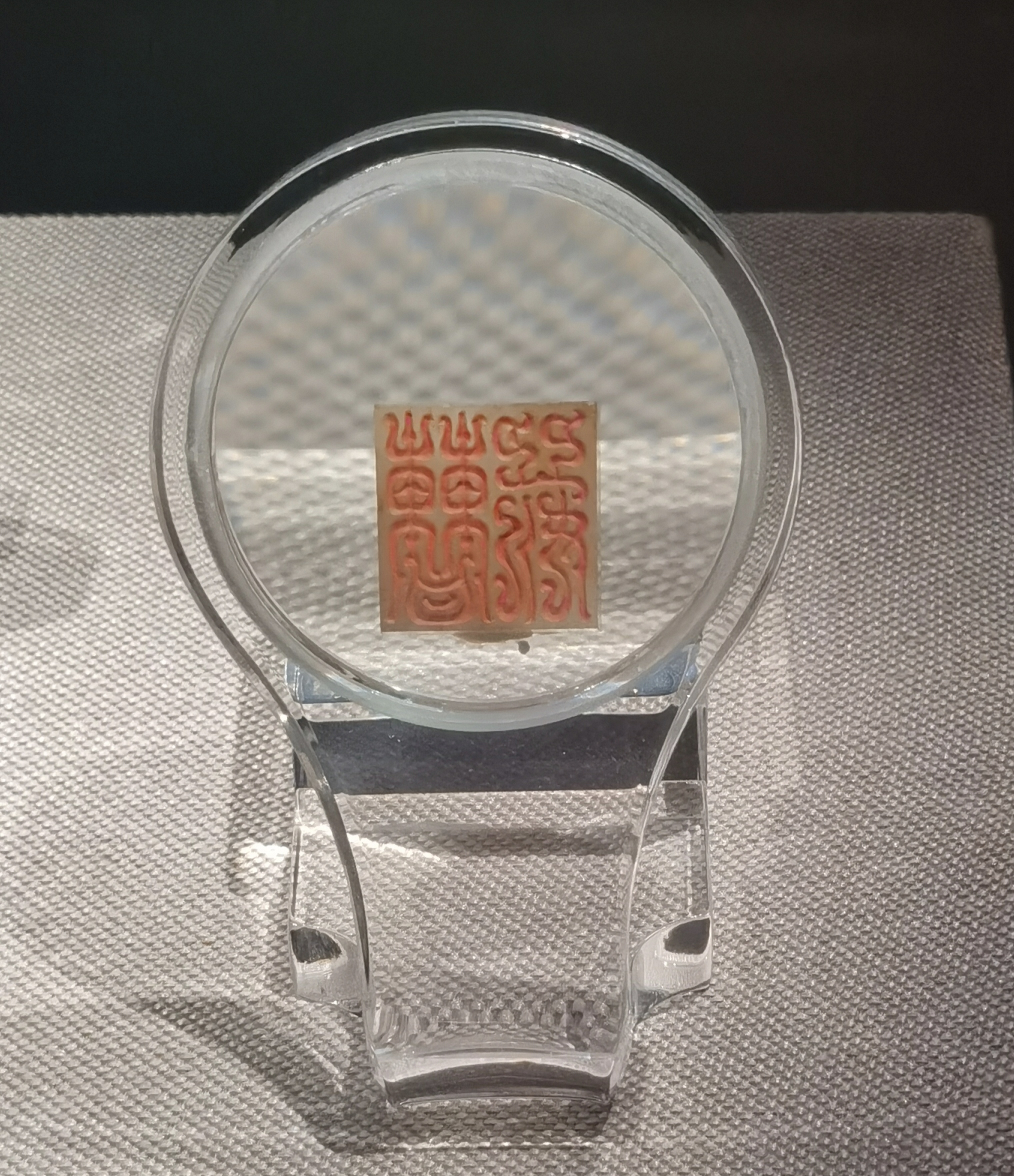
曹𡢀白玛瑙印，咸家湖陡壁山一号墓出土